# Цибульська Ольга Павлівна
О́льга Па́влівна Цибу́льська-Грисюк, сценічне ім'я Оля Цибульська (нар. 14 грудня 1985 Радивилів, Рівненська область) — українська співачка, теле- та радіоведуча, авторка пісень, захисниця тварин та благодійниця.

## Життя і творчість
Народилася 14 грудня 1985 року в селищі Рокитне, Рівненська область. Виросла в містечку Радивилів. Батько Павло — юрист, колишній міліціонер відділу боротьби з економічними злочинами,[джерело?] мати Наталія — професійна художниця, брат Сергій — власник автосалону вживаних автомобілів Like Cars. Сценічну кар'єру розпочала ще в школі — була активною в команді КВК, брала участь у всеукраїнських фестивалях, провела своє перше весілля у 7 класі.
Випускницею, під час чергового концерту, познайомилася з Михайлом Хомою, який відмовив її від вступу до педагогічного університету та допоміг повірити у шоубізнесове майбутнє. За 15 років вони зустрілися вже у зірковому статусі та разом записали хіт «Чекаю. Цьом» (слова і музика — Ольга Цибульська).

### 2007—2011: «Фабрика зірок»
Закінчила Київську Академію Естрадного і Циркового Мистецтва. Ще під час навчання прийняла запрошення одного з телеканалів Будапешту, Угорщина. Півтора року працювала ведучою розважального проєкту. Після закінчення контракту відмовилася від пропозиції продюсера та повернулася в Україну.
У 2007 році стала переможницею першої української «Фабрики Зірок» у складі дуету «рос. Опасные связи» з Олександром Бодянським. Загалом дует проіснував два роки, за які встиг кілька разів представити Україну на міжнародних пісенних конкурсах, записав три сингли та зняв кліп на пісню «рос. Нажмем на кнопочки». 
У 2009 році Цибульська розпочала сольну кар'єру. Того ж року стала ведучою радіостанції «Русское Радио Україна».

### 2012 — дотепер
У лютому 2015-го презентувала авторський спецпроєкт «МЖ» (рос. Моя Жизнь, Мужчина Женщина, Мое Женское) — диск із власними віршами, котрі озвучили найвідоміші чоловіки українського шоубізнесу.
У листопаді 2015 року Цибульська запустила YouTube-проєкт «Найспівочіші новини» (рос. Самые поющие новости) — іронічний дайджест шоубізнесових подій російською мовою у пісенній формі.
У червні 2017 Цибульська презентувала музичне відео на авторську пісню «Чекаю. Цьом», записану разом із гуртом «DZIDZIO». Відео увійшло за переглядами до 20 найпопулярніших кліпів українською мовою в Ютуб.
У 2018 році Цибульська стала першою українською співачкою, що отримала право на знімання відеоролика до офіційного саундтреку мультфільму виробництва Warner Bros. Animation.
У вересні 2019 року Оля Цибульська розпочала власне YouTube-шоу під назвою #безпарОЛЯ, де показує, що ховають у своїх мобільних телефонах топові зірки українського шоубізнесу.
13 травня 2020 року вдруге в дуеті із DZIDZIO презентувала новий кліп «Киця».
13 листопада 2020 року Цибульська презентувала дебютний альбом «По барабану». До платівки увійшло 6 треків. Сам альбом Цибульська назвала своїм музичним щоденником і пояснила його назву «По барабану» як позицію щодо критики оточуючих та власних страхів. Співачка презентувала одноіменний сингл альбому в суперфіналі проєкту «Танці з зірками» на телеканалі 1+1.
У 2020 році найбільша міжнародна платформа нової музики ColorsxStudios визнала трек Олі Цибульської «Prosecco» одним з найкращих релізів тижня у світі. Журнал TIME назвав ColorsxStudios найвпливовішим провідником сучасної нової музики в діджитал-просторі.
У травні 2021 року Оля презентувала кліп на пісню «Я не плачу», в якому вперше показала унікальні архівні кадри з початку своєї кар'єри та участі в проєкті «Фабрика зірок». Кліп викликав резонанс у публіки, зокрема, завдяки скандалу зі співачкою Наталею Могилевською, який підігріла сама преса.
Улітку 2021 року озвучила Лолу Банні в продовженні легендарної франшизи «Космічний Джем. Нове покоління» від Warner Bros.
У серпні 2021 року, на честь 30-го Дня незалежності України, Оля Цибульська і ГО «КиївКвіт» презентували спільний масштабний фотопроєкт «КвітаМИ».
18 лютого 2022 року вийшла відеоробота Цибульської на пісню «Prosecco», яку співачка презентувала разом з альбомом реміксів на трек. Один з головних посилів кліпу — іронія з так званих «інфоциган» — продавців безглуздих марафонів у соцмережах і мисливцями за легкою наживою.
У березні 2022 року, після початку повномасштабної російсько-української війни, Оля Цибульська евакуювалася з Києва і продовжила працювати. 25 березня Цибульська презентувала пісню «Минає день» разом з одноіменною відеороботою в підтримку українцям, яких розлучила війна. Відео до пісні було зібране з особистих переписок та фотографій її прихильників.
У липні 2022 року Цибульська презентувала live-платівку «За тиждень до війни», яку записала до вторгнення. Роботу артистка присвятила близькому другові — ведучому каналу М2, військовослужбовцю Каріму Гуламову, який загинув на фронті 17 липня.
9 вересня 2022 року Оля Цибульська презентувала трек "Сьогодні" в колаборації з саунд-продюсером пісні-перможниці Євробачення 2022 та артистом CHILIBI. Пісню артисти присвятили перемозі життя над страхом, а зворушливий відеокліп — усім вимушеним переселенцям з країни. Цибульська також виступила авторкою тексту та співавторкою музики до твору. 

## Благодійна діяльність
У 2016 році Цибульська приєдналася до всесвітньої інформаційної кампанії ООН — «Цілі сталого розвитку» та підтримує ціль № 4 — «Якісна освіта».[4]
З початку російського вторгнення 24 лютого 2022 року Цибульська не покидала країну та продовжує підтримувати народ. Цибульська регулярно виступає на благодійних фандрейзингових концертах, стала амбасадоркою кількох великих фондів та співпрацює з українською державою в рамках інформаційної політики.
В перші місяці війни в колаборації з благодійним фондом "Я не один" ініціювала проєкт допомоги переселенцям з пошуку роботи на Заході України. В червні 2022 Цибульська з командою презентувала авторський інтерактивний фільм "Чекаю. Цьом. Нашим героям на ніч" в кінозалі національного онлайн-кінонотеатру SWEET. TV.
Станом на початок осені 2022 року Оля Цибульська дала понад 100 благодійних концертів в підтримку постраждалих, збору коштів для Збройних Сил України, дітей-сиріт та переселенців, Цибульська також активно навідується до військових шпиталів, де підтримує дух української армії — як загальними концертами, так і індивідуальними візитами до тяжкопоранених.
Окремий вектор її благодійної діяльності — допомога тваринам, що постраждали від вторгнення. Влітку 2022 року Цибульська ініціювала великий спецпроєкт з допомоги ветеринарної клініки ЛКП "Лев", а восени стала амбасадоркою організації з порятунку тварин UAnimals.
26 вересня 2022 року Оля Цибульська зробила публічну заяву про те, що прийняла запрошення мера міста Ірпінь Олександра Маркушина стати офіційною медіаамбасадоркою масштабної національної ініціативи "Фонд відновлення Ірпеня", але офіційно відмовилася в грудні 2023 р. після оприлюднення скандалу з квартирою її батьків, що постраждала під час бойових дій.

## Реклама
Ольга Цибульська — українська артистка з одним із найбільших списків рекламних робіт. Підписала велику кількість рекламних контрактів з українськими та світовими брендами. Зокрема, Samsung, Nokia, Oreo, Always, Bosch, Dove, Visa та багатьма іншими.

## Особисте життя
Одружена з Сергієм Грисюком. 6 січня 2015 року народила сина Нестора.
У 2021 році стала центром скандалу через розлучення співака DZIDZIO, якому приписували роман з Цибульською.
31 серпня 2022 року, в рамках благодійного спецпроєкту з підтримки тварин, що постраждали під час військового вторгнення рф в Україну, Цибульська вперше познайомила громадськість зі своїм чоловіком Сергієм.
На рахунку Цибульської — понад 700 весільних заходів, що є абсолютним рекордом в Україні.[джерело?]
Знавчиня інтелектуального клубу «Що? Де? Коли?».[джерело?]
Вільно володіє іспанською мовою.
У листопаді 2019 року представила перший власний парфум #body2body. Слоганом аромату стала цитата «Моє тіло для твого тіла» з популярної пісні Цибульської «Сукня біла».

## Музичні відео
| Формат | Рік  | Назва       | Треки                                                                                 | Лейбл      |
| ------ | ---- | ----------- | ------------------------------------------------------------------------------------- | ---------- |
| EP     | 2020 | По барабану | 1. Prosecco 2. Відьма 3. Киця (feat. DZIDZIO) 4. ШАLove 5. Міс Позитив 6. По барабану | BEST MUSIC |

### У складі гурту «Опасные связи»
| Рік  | Назва                | Режисер        |
| ---- | -------------------- | -------------- |
| 2008 | «Нажмем на кнопочки» | Катерина Царик |

### Сольно
| Рік   | Назва                         | Режисер(и)                     |
| ----- | ----------------------------- | ------------------------------ |
| 2013  | «Метелики-Бабочки»            | Дмитро Кочнев                  |
| 2014  | «А он мне нужен!»             | Володимир Марин                |
| 2015  | «До ранку»                    | Олег Борщевський               |
| 2016  | «Держи меня руками»           | Тіна Ярошенко                  |
| 2016  | «Сонечко»                     | Олег Борщевський               |
| 2018  | «Сукня біла»                  | Інна Грабар                    |
| 2018  | «Дівчинка»                    | Інна Грабар                    |
| 2019  | «Море»                        | Роксолана Кравчук              |
| 2019  | «Янголи Плачуть»              | DVIZHON                        |
| 2020  | «По барабану»                 | Оля Цибульська                 |
| 2021  | «Я не плачу»                  | Роксолана Кравчук              |
| 2022  | «Prosecco»                    | Валерія Фадєєва, Катерина Дема |
| 2022  | «Минає день»                  | Оля Цибульська                 |
| Дуети |                               |                                |
| 2017  | «Чекаю. Цьом» (feat. DZIDZIO) | Дмитро Маніфест Дмитро Шмурак  |
| 2020  | «Киця» (feat. DZIDZIO)        | Роксолана Кравчук              |
| 2022  | "Сьогодні" (feat. CHILIBI)    | Роксолана Кравчук              |

## Телеведуча
| Рік            | Назва             | Канал                                            | Нотатки                                                                      |             |
| -------------- | ----------------- | ------------------------------------------------ | ---------------------------------------------------------------------------- | ----------- |
| 2008 — 2009    | Кліпси            | Новий канал                                      | Музично-розважальна програма                                                 |             |
| 2011           | Підйом            | Новий канал                                      | Ранкове шоу                                                                  |             |
| 2011           | «Зона Ночі»       | Новий канал                                      | нічна пізнавальна програма (підводки до документальних фільмів)              |             |
| 2013 — 2014    | Guten Morgen      | Новий канал                                      | М1                                                                           | Ранкове шоу |
| 2014 — 2020    | Золотий Грамофон  | Хіт-парад популярної музики                      | М1                                                                           |             |
| 2015 — дотепер | M1 Music Awards   | Музична премія                                   | М1                                                                           |             |
| 2017           | Eurovision News   | Щоденники національного відбору на «Євробачення» | М1                                                                           |             |
| 2018           | 100 в 1           | ТЕТ                                              | Реаліті-шоу                                                                  |             |
| 2018 — дотепер | Золота Жар- Птиця | М2                                               | Музична премія                                                               |             |
| 2020 — 2022    | WEEKEND SHOW      | M1                                               | Розважальний музичний проєкт                                                 |             |
| 2021           | Співають всі      | Україна                                          | Музичне талант шоу. Українська адаптація відомого формату "All together now" |             |

## Фільмографія

### Дубляж
| Рік  | Назва                        | Роль              |
| ---- | ---------------------------- | ----------------- |
| 2018 | Кролик Петрик                | Пташечка Цибулька |
| 2018 | Смолфут                      | Мічі              |
| 2019 | За мрією                     | Джулс             |
| 2021 | Космічний Джем. Нові легенди | Лола Банні        |

## Нагороди та номінації
| Рік  | Премія                               | Номінація                      | Робота                         | Результат |
| ---- | ------------------------------------ | ------------------------------ | ------------------------------ | --------- |
| 2007 | Перша українська фабрика зірок       | Перша українська фабрика зірок | Перша українська фабрика зірок | Перемога  |
| 2017 | M1 Music Awards                      | Проєкт року                    | «Чекаю. Цьом» feat DZIDZIO     | Номінація |
| 2018 | M1 Music Awards                      | Червона рута                   | «Сукня Біла»                   | Номінація |
| 2018 | Музична платформа                    | Пісня року                     | «Сукня Біла»                   | Перемога  |
| 2018 | Viva! Найкрасивіші                   | Найкрасивіша жінка України     | Н/Д                            | Номінація |
| 2019 | Золота жар-птиця                     | Співачка року                  |                                | Номінація |
| 2019 | Золота жар-птиця                     | Кліп року                      | «Сукня біла»                   | Номінація |
| 2019 | Золота жар-птиця                     | Народний хіт                   | «Сукня біла»                   | Номінація |
| 2019 | M1 Music Awards                      | Золотий грамофон               | «Дівчинка»                     | Номінація |
| 2019 | Best Music Awards                    | Single 2019                    | «Море»                         | Перемога  |
| 2020 | Музична платформа                    | Пісня року                     | «Киця» (feat. DZIDZIO)         | Перемога  |
| 2020 | Happy песня (Русское Радио Украина)  | Хіт року                       | «Киця» (feat. DZIDZIO)         | Перемога  |
| 2020 | Best Music Awards                    | Народна зірка                  |                                | Перемога  |
| 2020 | YUNA                                 | Найкращий естрадний хіт        | «Киця» (feat. DZIDZIO)         | Номінація |
| 2021 | Nova Magazine Awards                 | Співачка року                  |                                | Перемога  |
| 2021 | Top UA Magazine Awards               | Top 100 Ukrainian Women        |                                | Перемога  |
| 2021 | Червона Рута (Русское Радио Україна) | Хіт року                       | «Я не плачу»                   | Перемога  |
| 2021 | Музична платформа                    | Пісня року                     | «Я не плачу»                   | Перемога  |
| 2021 | Happy песня (Русское Радио Україна)  | Хіт року                       | «Я не плачу»                   | Перемога  |